# Solly River
Der Solly River ist ein Fluss im äußersten Südwesten des australischen Bundesstaates Tasmanien.

## Geografie

### Flusslauf
Der rund 32 Kilometer lange Solly River entspringt an den Nordhängen der Provis Hills im äußersten Süden des Southwest-Nationalparks. Von dort fließt er nach Nordosten und mündet rund zwei Kilometer nördlich des Harrys Bluff in den Old River.

### Nebenflüsse mit Mündungshöhen
Er hat folgende Nebenflüsse:
- Dandron Creek – 120 m
- Tannin Creek – 108 m
- White Solly Creek – 102 m
- Watts River – 41 m